# Navarre Beach
Navarre Beach es un lugar designado por el censo ubicado en el condado de Santa Rosa en el estado estadounidense de Florida. En el Censo de 2010 tenía una población de 638 habitantes y una densidad poblacional de 48,89 personas por km².

## Geografía
Navarre Beach se encuentra ubicado en las coordenadas 30°22′41″N 86°53′37″O / 30.37806, -86.89361. Según la Oficina del Censo de los Estados Unidos, Navarre Beach tiene una superficie total de 13.05 km², de la cual 3.08 km² corresponden a tierra firme y (76.4%) 9.97 km² es agua.

## Demografía
Según el censo de 2010, había 638 personas residiendo en Navarre Beach. La densidad de población era de 48,89 hab./km². De los 638 habitantes, Navarre Beach estaba compuesto por el 93.89% blancos, el 0.63% eran afroamericanos, el 0.47% eran amerindios, el 1.57% eran asiáticos, el 0% eran isleños del Pacífico, el 0.94% eran de otras razas y el 2.51% pertenecían a dos o más razas. Del total de la población el 4.7% eran hispanos o latinos de cualquier raza.